# Inge Koch
Inge Koch war eine deutsche Eiskunstläuferin, die im Paarlauf startete.
Gemeinsam mit Günther Noack wurde Koch in den Jahren 1937 und 1938 deutsche Vizemeisterin im Paarlauf. Sein internationales Debüt hatte das Paar 1937, wo es sich erst bei der Europameisterschaft und dann bei der Weltmeisterschaft auf dem fünften Rang platzierte. In den Jahren 1938 und 1939 gewannen Koch und Noack sowohl bei den Europameisterschaften in St. Moritz und in Davos, wie auch bei den Weltmeisterschaften in Berlin und in Budapest, die Bronzemedaille hinter ihren Landsleuten Maxi Herber und Ernst Baier und den Österreichern Ilse und Erik Pausin. Da letztere 1939 für das Deutsche Reich starteten, waren Koch und Noack Teil des einzigen gesamtdeutschen Podiums bei Eiskunstlaufweltmeisterschaften.

## Ergebnisse

### Paarlauf
(mit Günther Noack)
| Wettbewerb / Jahr        | 1937 | 1938 | 1939 |
| ------------------------ | ---- | ---- | ---- |
| Weltmeisterschaften      | 5.   | 3.   | 3.   |
| Europameisterschaften    | 5.   | 3.   | 3.   |
| Deutsche Meisterschaften | 2.   | 2.   |      |

| Personendaten    | Personendaten             |
| ---------------- | ------------------------- |
| NAME             | Koch, Inge                |
| KURZBESCHREIBUNG | deutsche Eiskunstläuferin |
| GEBURTSDATUM     | 20. Jahrhundert           |